# Lespesia xychus
Lespesia xychus là một loài ruồi trong họ Tachinidae.